# حسن هنرمندی
حسن هنرمندی (۱۳۰۷–۲۶ شهریور ۱۳۸۱)، شاعر و مترجم ایرانی ساکن فرانسه بود.

## زندگی‌نامه
حسن هنرمندی در سال ۱۳۰۷ خورشیدی در طالقان متولد شد. تحصیلات ابتدایی و متوسطه را در ساری به پایان رساند. سپس رهسپار تهران شد و موفق به اخذ مدرک لیسانس زبان و ادبیات فرانسه از دانشکدهٔ ادبیات دانشگاه تهران گردید. مدتی در دبیرستان‌های تهران به تدریس مشغول بود و مدتی نیز برنامه‌های ادبی رادیو ایران را مدیریت می‌کرد. در سال ۱۳۴۳ شمسی به فرانسه رفت و به اخذ مدرک دکتری در رشته ادبیات فرانسه نائل آمد. سپس به ایران بازگشت و در دانشکدهٔ ادبیات دانشگاه تهران به سمت استادیاری رشته زبان فرانسه برگزیده شد. ضمناً برخی از آثار ادبی و شعری فرانسه را به زبان فارسی ترجمه کرده‌است. در شعر او گرایش‌های عاشقانه و اجتماعی به چشم می‌خورد.
پس از انقلاب به فرانسه مهاجرت کرد و عاقبت در روز ۲۶ شهریور ماه ۱۳۸۱ در شهر پاریس، با خوردن چند قرص خواب‌آور با کنیاک خودکشی کرد.

## آثار

### مهمترین دفترهای شعر او عبارتند از
1. هراس
2. برگزیده شعرها

## ترجمه‌های فارسی
دربارهٔ ترجمه‌های هنرمندی در کتاب «تاریخ ترجمهٔ ادبی از فرانسه به فارسی» چنین اظهار نظر شده‌است: «هنرمندی در ۱۳۳۳، همزمان با سردبیری ماهنامهٔ سخن، نخستین ترجمهٔ خود را تحت عنوان همسران هنرمندان اثر آلفونس دوده منتشر کرد. او علاقهٔ وافری به آندره ژید داشت و همواره می‌کوشید با تدوین مقالات و برگردان آثار مهمش نظیر سکه سازان، مائده‌های زمینی و مائده‌های تازه و آهنگ روستایی، وی را بیش از پیش به ایرانیان بشناساند. ترجمه‌های او در عرصهٔ نظم و نثر، با آن‌که گاهی شتابزده و تحت‌اللفظی جلوه می‌کند، در ردیف ترجمه‌های قابل‌قبول قرار دارد.»

## نمونه اشعار
قسمتی از شعر رقص:

ای ستاره سه‌شنبه‌های انزوای من
با دو دست مهربان خود چه می‌کنی؟
ده سوار دست‌های خویش را
تا کدام شهر می‌بری؟
گاه تند و پایکوب
پای بر سر چه می‌زنی؟
و آن کبوتران سرخوش سپید را
در درون پیرهن
با چه چیز دانه می‌دهی؟ 
زلف سرکش تو آبشار نور و زندگی است
ساق دلکش تو آهوی دلیر من
رقص سادهٔ تو در فضای شب رها… 
ای ستارهٔ شب دراز انزوای من